# Gran Premi de Rodes
El Gran Premi de Rodes (oficialment International Rhodes Grand Prix) és una cursa ciclista d'un dia que es disputa a Illa de Rodes, a Grècia. La primera edició es va fer el 2017 formant part de l'UCI Europa Tour.

## Palmarès
| Any  | Vencedor         | Segon                  | Tercer            |
| ---- | ---------------- | ---------------------- | ----------------- |
| 2017 | Alan Banaszek    | Ahmet Örken            | Joshua Huppertz   |
| 2018 | Matteo Moschetti | Marco Maronese         | Joshua Huppertz   |
| 2019 | Dušan Rajović    | Kharálambos Kastrantás | Luuc Bugter       |
| 2020 | Erlend Blikra    | Herman Dahl            | Joshua Huppertz   |
| 2021 | Tord Gudmestad   | Filippo Fiorelli       | Stan Van Tricht   |
| 2022 | André Drege      | Andreas Stokbro        | Christian Koch    |
| 2023 | Eirik Lunder     | Rasmus Bøgh Wallin     | Daniel Federspiel |
| 2024 | Tyler Stites     | André Drege            | Gustav Wang       |
| 2025 | Marcin Budziński | Pierre-Henry Basset    | Ben Felix Jochum  |